# Pirates de la mer de Chine méridionale
Les pirates de la mer de Chine méridionale (traditional Chinese華南海盜;&#x20 ; simplified Chinese华南海盗;&#x20 ; pinyin huá nán hǎi dào) sont des pirates actifs dans la mer de Chine méridionale entre 1790 et 1810. en 1805, ces pirates connurent leur âge d'or, qui prit fin en 1809, quand la marine impériale chinoise enchaina une série de victoires contre eux. Beaucoup de ses pirates avaient été entraînés par la dynastie Tây Sơ du Viêt nam.

## Pirates célèbres
- Chen Tianbao
- Mo Guanfu
- Zheng Qi
- Liang Wen-keng
- Fan Wen-tsai
- Cheng I
- Ching Shih
- Zhang Pao Tsai